# Vincenzo Ferrera

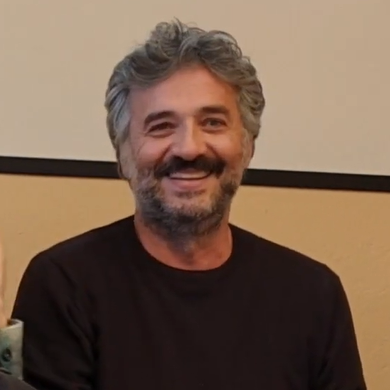
Vincenzo Ferrera, 2023

Vincenzo Ferrera (* 21. April 1973 in Palermo) ist ein italienischer Theater- und Filmschauspieler.

## Biografie
Vincenzo Ferrera spielte schon während seiner Schulzeit Theater. Ab 1993 besuchte er Schauspielkurse an sizilianischen Theatern, 1993 am Piccolo Teatro und am Teatro Biondo in Palermo. Er nahm Unterricht bei Alessandra Niccolini, und Thierry Salmon sowie Sprechunterricht bei dem Regisseur und Schauspieler Giuseppe Bevilacqua an der Accademia nazionale d’arte drammatica di Roma. 1994 hatte er sein Bühnendebüt in dem Stück La pietra comicale. 1996 hatte er zum ersten Mal unter der Regie von Carlo Cecchi eine Rolle in dessen Hamlet-Inszenierung am Teatro Garibaldi in Palermo. 1997 folgten Maß für Maß und Ein Sommernachtstraum, ebenfalls am Teatro Garibaldi und inszeniert von Cecchi.
1999 brachte Cecchi seine Shakespeare-Trilogie heraus, in der Hamlet, Maß für Maß, Ein Sommernachtstraum nacheinander an einem einzigen Tag, mit jeweils einer Stunde Pause zwischen den Stücken, gespielt wurden. Die Trilogie entstand in Kooperation der Stadt Palermo mit dem Theatre Le Maillon in Straßburg, dem Festival d'Automne in Paris, dem Odéon – Théâtre de l’Europe in Paris, dem Teatro di Roma und der Fondazione des Teatro Massimo, Palermo. Ferrera spielte die Rollen des Laertes, Elbow und Lisander.
In der Folge spielte er Theater unter renommierten italienischen und europäischen Regisseuren wie Andrea Renzi, Mario Martone, Piero Maccarinelli, Jérôme Savary oder Tony Servillo.
2007 spielte er unter Regisseur Cecchi den Valerio in Cecchis Inszenierung von Molières Tartuffe in einer Produktion des Teatro Stabile di Napoli. Einer seiner jüngsten Auftritte an der Seite von Cecchi als Schauspieler war im Dezember 2021 in einer Inszenierung der beiden Einakter Dolore sotto chiave und Sik Sik l'artifice von Eduardo De Filippo am Teatro Argentina in Rom, Regie Carlo Cecchi.
Ab 1999 übernahm Ferrero Rollen im Fernsehen und in Kinofilmen.

## Auszeichnungen
- Premio Paladino d’Oro, bester Schauspieler des Jahres; Sport Film Festival, Palermo[7]

## Filmografie
- 1999: Il Manoscritto del principe – Regie: Roberto Andò
- 1999: Un medico in famiglia – Regie: Riccardo Donna
- 2003: Gli angeli di Borsellino – Regie: Rocco Cesareo
- 2007: Der Boss der Bosse, TV-Film
- 2008: Rai 3-Seifenoper Agrodolce in der Rolle von Stefano Martorana
- 2002: Ein fast perfekter Vater, TV-Miniserie, – Regie: Maurizio Dell’Orso
- 2012:  Il tredicesimo apostolo, TV-Serie, – Regie: Alexis Sweet
- 2012: Der junge Montalbano nach Kurzgeschichten von Andrea Camilleri
- 2013/14: Un posto al sole, TV-Serie
- 2014: Utopia, TV-Serie
- 2018: Il cacciatore, TV-Serie
- 2019: Duisburg – Linea di sangue – Regie: Enzo Monteleone
- 2020: Mare Fuori – Zelle mit Aussicht, TV-Serie
- 2022: Sopravvissuti, TV-Serie, – Regie: Carmine Elia
- 2024: Iddu